# 萨孤康买
萨孤康买（?—?），河南洛阳人，恒农王薛孤延之子
，北齐官员。

## 生平
齐文宣帝临终前，以杨愔与尚书左仆射平秦王高归彦、侍中燕子献、黄门侍郎郑子默受遗诏辅政，太子高殷即位后，杨愔、燕子献等惧怕齐文宣帝的弟弟高演夺位，商议外调高演和高湛离京到外地担任刺史。太皇太后娄昭君得知后，在乾明元年（560年）二月廿三日，燕子献与杨愔在尚书省宴会中被擒，高演令家奴施以暴打，头破血流。薛孤延、和萨孤康买在尚药局抓住郑子默。郑子默说：“不用智者言，以至于此，岂非命也！”
武平四年（573年）齐后主立皇后穆黄花，为她制作珍珠裙。武平五年（574年）周武帝叱奴太后去世，齐后主派侍中薛孤康买等作为吊唁的使者，又派商胡带着锦彩三万匹与他们同往，想要买珍珠为皇后造七宝车，北周人不与他们交易，然而终究造出来了。